# Le strelle nel fosso
Le strelle nel fosso è un film del 1979 diretto da Pupi Avati.

## La trama
Malalbergo, bassa bolognese, autunno del 1801. Un ammazzatopi si ferma presso una casa di campagna, dove in cambio di pane e vino si appresta a piazzare le sue trappole.
Trascorre quindi la notte all'aperto, presso un fuoco, e viene raggiunto da una strana figura femminile a lui conosciuta, che si avvicina per sentirsi raccontare, come di consueto, la solita storia.
L'ammazzatopi racconta quindi una storia ambientata nelle paludi di Minerbio avvenuta nel secolo precedente.
Lì, in un casolare isolato, viveva l'anziano Giove, vedovo e padre di quattro figli: Marione, un giovane schivo, energico e impulsivo; Marzio, che sapeva fare tutto (dipingere, suonare il violino, cucinare); il malinconico Silvano, l'unico della famiglia a saper leggere; e infine Bracco, un giovane candido e fanciullesco che dice di ricordare la voce della madre, morta dopo averlo dato alla luce.
La vita dei cinque uomini trascorre quieta e abitudinaria, animata da passatempi semplici e infantili, accompagnata dalla serena e familiare presenza del soprannaturale e del fiabesco (il fantasma di un arciprete che fa loro visita ad ogni cambio di luna per dare e ricevere notizie; lo spirito della vecchia Francesca, che reclama la sua gamba d'oro, portatale via dalle tre figlie), e scandita dalle storie raccontate da Giove.
Il vecchio non dormiva mai, perché aveva paura di addormentarsi per sempre. Pregava quindi ogni sera Santa Rosalia, perché lo tenesse desto sino al mattino e ritardasse la venuta del Santo cieco Bartolomeo, messaggero di morte.
Un giorno, una fanciulla viene abbandonata da un vettore a poca distanza dal casolare, sul carro impantanato che avrebbe dovuto condurla presso la villa dei Pepoli, i signori della valle.
Dopo un iniziale sgomento, dovuto alla loro assoluta mancanza di familiarità con le donne, gli uomini offrono una goffa ma affettuosa ospitalità alla ragazza, che dice di chiamarsi Olimpia e di essere diretta a Villa Pepoli, dove era stata assunta come musicista.
Fra gli uomini e Olimpia nasce presto un legame tenero, puro e gioioso, e la fanciulla, impossibilitata ad andarsene, sembra destinata a restare per sempre presso il casolare.
Il legame culmina, con il festoso consenso della giovane, in un matrimonio collettivo, celebrato da Silvano con un rito surreale e fiabesco.
Al termine dei festeggiamenti, però, i dolci gesti di Olimpia rivelano a Giove e ai suoi quattro figli la natura soprannaturale della fanciulla (già facilmente intuibile allo spettatore in diversi momenti della storia), la cui venuta ha, in realtà, preannunciato proprio quella del Santo cieco Bartolomeo: ella porta e accompagna la morte consolatoria dei giusti. Si avvicina dunque ad ognuno di loro, li guarda con tenerezza, ricambiata, e si allontana piano, lasciando gli uomini, assorti ma sereni, avvolti da un silenzio irreale.
La mattina dopo si vede Olimpia correre verso una carrozza, che si era fermata ad aspettarla, e allontanarsi a bordo di essa.
Le inquadrature finali mostrano i cinque uomini che giacciono immobili sotto una pioggia scrosciante, accasciati sul tavolo del banchetto nuziale: difficile che siano soltanto addormentati.
Finita la sua storia, l'ammazzatopi, alle prime luci del mattino, raccoglie le sue trappole e riparte.

## Produzione
Il film è stato girato nel luglio 1978 in una casa collocata fra le acque nelle Valli di Comacchio. La storia è stata sviluppata durante le riprese con un budget molto basso, come confermato dall'attore Giulio Pizzirani, che afferma di non sapere nulla della sceneggiatura poiché il regista Pupi Avati si limitava a dare agli attori fogli di carta con parti da ricordare che avrebbero ripetuto e di tanto in tanto improvvisato.

## Distribuzione
Il film è stato distribuito nei cinema italiani il 24 marzo 1979. Ha incassato un totale di 24 milioni di lire a livello nazionale che, secondo lo storico di cinema Roberto Curti, ne fecero un flop finanziario.

## Riconoscimenti
Primo premio (Spiga de oro) al Festival di Valladolid.

## La critica
(Gianni Rondolino, Catalogo Bolaffi del cinema italiano 1978/1979, Torino, 1979)